# Кайетур
Кайету́р — водопад, расположенный на реке Потаро в западной Гайане, недалеко от границы с Венесуэлой. Это один из крупнейших водопадов в мире. Самый высокий из водопадов, не разделяющийся на несколько потоков. Его высота составляет 226 метров — примерно в 5 раз выше Ниагарского водопада и в 2 раза выше водопада Виктория. Средний расход воды — 663 м³/с. Расположен в одноимённом национальном парке.

## История
Кайетур — это один из красивейших водопадов планеты. По преданиям, он получил свое название в честь индейского вождя Кайя, прославившегося актом самопожертвования ради спасения своих людей. Кайетур долгое время был неизвестен европейцам. И сегодня он малоизвестен, хотя является одним из крупнейших в мире. Причиной этого является его недоступность. Водопад расположен в малоизученной области в центре влажных тропических лесов Гвианского нагорья. Первым белым человеком, который обнаружил Кайетур, был английский геолог Чарльз Браун. Это произошло 24 апреля 1870 года.

## Размеры водопада

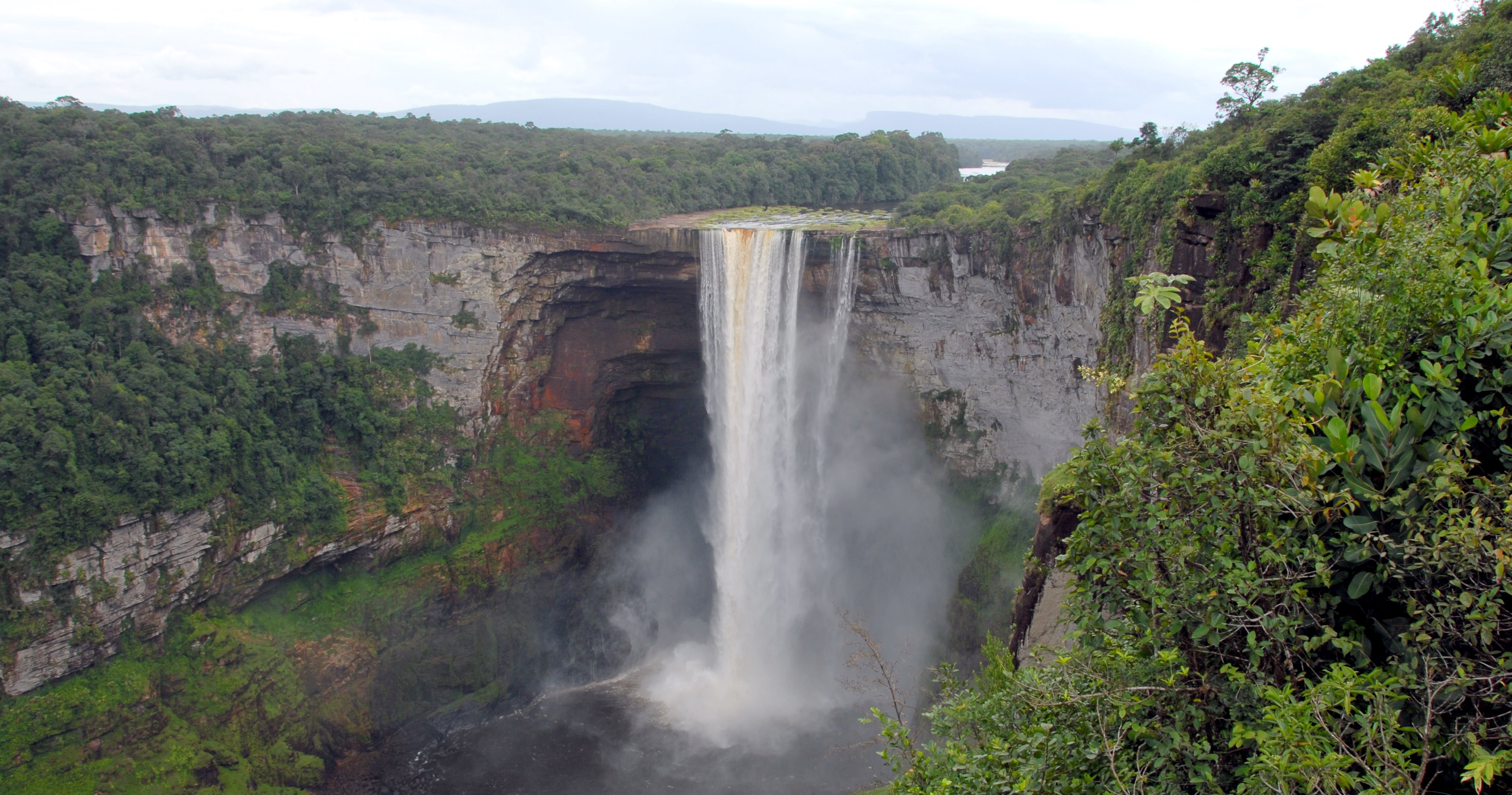
Водопад в сентябре 2007 года

Течение реки Потаро медленное, но за несколько сотен метров до обрыва вода ускоряет своё движение. Средняя ширина примерно 113 м, в половодье увеличивается до 120 м (в сухой сезон, соответственно, уменьшается), высота непрерывного падения воды составляет 226 м. Вода падает в водоём размером примерно 200×100 метров, своего рода водобойный колодец, скрываясь в облаке тумана. На этом уровне энергия падающей воды создает странное явление — постоянный ураган. В небольшом водоёме образуются постоянные волны, очень ветрено, погода кажется пасмурной. Стоит только покинуть это место, как начинает светить солнце, а ветер и вовсе стихает. Вытекая из водоёма, вода ещё раз падает вниз на 25 метров, таким образом, общая высота водопада Кайетур составляет 251 м.